# Gió Sirocco

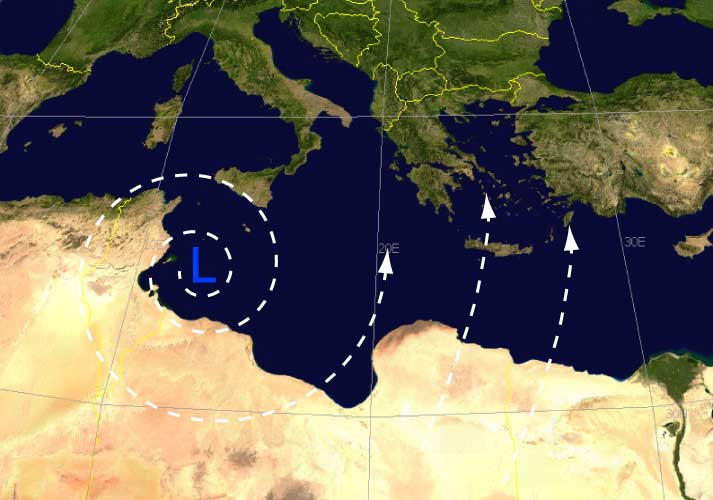
Gió Scirocco và sự hình thành của nó

Gió Sirocco là gió Địa Trung Hải đến từ sa mạc Sahara và có thể đạt tốc độ hurricane trong trường hợp cực đoan ở Bắc Phi và Nam Âu, đặc biệt là trong mùa hè.

## Phát triển
Nó phát sinh từ một khối không khí nhiệt đới nóng ấm, khô, được kéo về phía bắc bởi các khối áp suất thấp di chuyển về phía đông qua Biển Địa Trung Hải, với gió bắt nguồn từ sa mạc Ả Rập hoặc sa mạc Sahara thường thổi trong mùa xuân, đầu mùa hè và mùa thu. Không khí lục địa nóng hơn và khô hơn hòa lẫn với không khí mát mẻ hơn, ẩm ướt xoáy thuận ở biển, và sự lưu hành ngược chiều kim đồng hồ của khu vực áp suất thấp đẩy không khí hỗn hợp qua bờ biển phía nam của châu Âu.

## Hiệu ứng
Sirocco gây ra những điều kiện khô cằn bụi dọc theo bờ biển phía bắc châu Phi, bão ở biển Địa Trung Hải và thời tiết mát ướt ở châu Âu. Thời gian họt động của Sirocco có thể ngắn tới nửa ngày hoặc có thể kéo dài vài ngày. Trong khi đi qua biển Địa Trung Hải, Sirocco nhặt lấy độ ẩm: điều này dẫn đến lượng mưa ở phần phía nam của Ý, được dân địa phương gọi là "Mưa máu", do cát đỏ pha trộn với mưa rơi. Nhiều người cho rằng vấn đề sức khoẻ của Sirocco là do nhiệt độ và bụi dọc theo các vùng ven biển châu Phi hoặc do ẩm ướt lạnh ở châu Âu. Bụi trong gió Sirocco có thể gây mòn trên các thiết bị cơ khí và xâm nhập vào các tòa nhà.
Gió Sirocco gió ốc độ lên đến 100 km / giờ là phổ biến nhất vào mùa thu và mùa xuân. Họ đạt đến đỉnh điểm vào tháng 3 và tháng 11 khi trời rất nóng, với tốc độ tối đa khoảng 100 km/h (55 knot).
Khi kết hợp với thủy triều lên, Sirocco có thể gây ra hiện tượng Acqua Alta trong Phá Venezia.